# フランツ・クサヴァー・シャルヴェンカ
フランツ・クサヴァー・シャルヴェンカ（Franz Xaver Scharwenka, 1850年1月6日 - 1924年12月8日）は、ポーランド系ドイツ人の作曲家、ピアニスト、音楽教師である。兄のルートヴィヒ・フィリップ・シャルヴェンカも作曲家である。

## 生涯
クサヴァー・シャルヴェンカはプロイセンのポーゼン管区ザムター（現在のポーランド・ヴィエルコポルスカ県、シャマトゥウィ）に生まれた。彼は3歳の頃には耳で聞いた音を元にピアノを演奏するなど音楽の才能を示していたが、決して裕福な家庭ではなくピアノは独学に過ぎなかった。1865年、15歳で家族と共にベルリンへ移った彼は、兄と共にテオドール・クラクの音楽院に入学し、ピアノをチェルニー門下だったクラクに、作曲をメンデルスゾーン門下のリヒャルト・ヴュルストに師事した。
音楽院で才能を開花させたシャルヴェンカは1867年にクラク音楽院を卒業し、1868年には教員として母校に加わることになる。1869年には、ベルリン・ジングアカデミーの演奏会でメンデルスゾーンの『ピアノ協奏曲第2番』演奏し、ピアニストとしてデビューを果たした。更に同年、彼の自作曲である『ピアノ三重奏曲第1番 嬰へ短調』（作品1）、『ヴァイオリンソナタ ニ短調』（作品2）、『ポーランド舞曲集』（作品3）がドイツの楽譜出版社ブライトコプフ・ウント・ヘルテルによって出版された。中でも『ポーランド舞曲集』の第1曲は大人気を呼び、発行部数は100万を記録した。この成功はシャルヴェンカにとって作曲家としての地位を得るきっかけとなった。彼は1873年に兵役に就くまで音楽院で教鞭を執り、1874年に兵役を終えるとコンサートピアニストとして演奏旅行を開始した。シャルヴェンカの演奏は音色の美しさを称賛されており、特にショパン作品の解釈には定評があった。1877年には自作の『ピアノ協奏曲第1番 変ロ短調』（作品32）を初演。この曲は作曲家のフランツ・リストへ献呈されている。
シャルヴェンカは、1881年にヴァイオリニストのグスタフ・ホーレンダー、チェリストのハインリッヒ・グリュンフェルトと共同で室内楽と独奏による毎年のコンサートシリーズを立ち上げ、成功を収めた。また、同年10月にはベルリンに音楽学校を創設している。1886年には、初となる管弦楽曲の一連の演奏会で指揮を行い、ベートーヴェン、ベルリオーズ、リストらの大作曲家の作品を中心に取り上げた。一方、指揮者のハンス・リヒターやヴァイオリニストのヨーゼフ・ヨアヒムといった音楽家達と共に、広く演奏旅行を行い自作を披露して回った。このような、作曲・演奏・教育の3分野にわたる活動は、その後もキャリアを通して継続していくことになる。
1891年、シャルヴェンカは初めてアメリカへの演奏旅行を行う。ピアニストとしてはメトロポリタン歌劇場でアントン・ザイドル指揮の下、『ピアノ協奏曲第1番』を演奏してデビューを飾る一方、ニューヨーク市にシャルヴェンカ音楽院の分校を設立した。アメリカ滞在中の1893年にベルリンの音楽院が合併によりクリントヴォルト＝シャルヴェンカ音楽院となり、1898年に帰国した彼は音楽院の理事となった。1914年にW. ペツェット（Petzet）と共同で設立した音楽学校には、ピアノ教師のための学校が併設されていた。シャルヴェンカ門下にはジョゼ・ヴィアナ・ダ・モッタ、Fridtjof Backer-Grøndahl、ゼルマー・ヤンソンらがいる。著書「ピアノ奏法 Methodik des Klavierspiels」は、1907年にライプツィヒで出版された。
1910年と1913年にはコロムビア・レコードに録音を行っており、自作の他、ショパン、メンデルスゾーン、ウェーバー、リストの作品の演奏を遺しており、中でもショパンの『幻想即興曲』の演奏は名高い。また、ウェルテ＝ミニョン社のピアノロールには、彼の演奏でも有名なショパンの『大円舞曲 変イ長調 作品42』と『幻想曲 ヘ短調』が遺されている。1921年には、自作の『ポーランド舞曲第1番 変ホ短調』（作品3-1）の演奏もアメリカン・ピアノ・カンパニー社（Ampico）の自動ピアノに記録されている。
シャルヴェンカがこの世を去ったのは、1924年、ベルリンであった。

## 作品

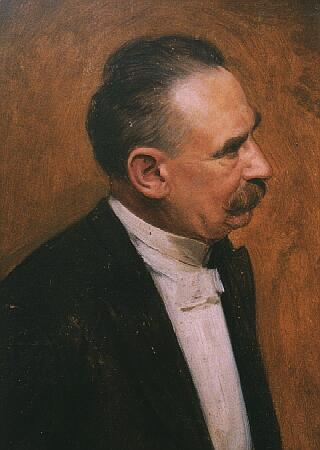
アントン・フォン・ヴェルナーによる肖像画

シャルヴェンカの作品には、オペラ『マタスウィンタ』や交響曲、4つのピアノ協奏曲、室内楽（全てにピアノパートがある）、数多くのピアノ曲がある。
4曲あるピアノ協奏曲は主要な作品である。『ピアノ協奏曲第1番 変ロ短調』（作品32）は、兵役の最中の1874年に完成されて翌年に初演されている。この曲は元来『幻想曲』として着想されたが、出版社と折り合いがつかずに出版の見込みが立たなかったことから、書き改めてピアノ協奏曲へと仕立てられた。曲はリストに献呈されており、リストはこれを受け入れてベルリンで自ら演奏している。また、グスタフ・マーラーがピアノ協奏曲のソリストを務めたと記録が残る、唯一の曲である。この曲が初めて録音されたのは1968年、アール・ワイルドのピアノ、エーリヒ・ラインスドルフ指揮のボストン交響楽団の演奏であった。ワイルドは幼少期にこの協奏曲について学んでいるが、指導したゼルマー・ヤンソンはシャルヴェンカ自身から曲の指導を受けた人物であった。ラインスドルフがワイルドにこの曲の録音の話を持ちかけた際、ワイルドはこう述べることが出来た。「私は誰かがこの曲を自分に演奏してくれと頼んでこないかと、40年間電話の側で待ち続けていたんですよ。」
『ピアノ協奏曲第4番 ヘ短調』（作品82）は、1908年10月18日にベルリンのベートーヴェンザールで初演された。シャルヴェンカは指揮をし、独奏は弟子のマルタ・シーボルト（Martha Siebold）が受け持った。1910年11月27日のニューヨークでは、訪米中の作曲者自身がグスタフ・マーラーの指揮で演奏している。
シャルヴェンカの死後しばらく、彼の作品は演奏回数が少なくなり、『ポーランド舞曲第1番 変ホ短調』（作品3-1）が大きな人気を保っていた以外は時折ピアノの小品が取り上げられるくらいになる。しかし、1990年代中ごろ以降、彼の音楽に対する関心が再び盛り上がりを見せ、CD録音で、ピアノ独奏曲や協奏曲の難曲が紹介されるようになった。現在では作品の大半が録音されて入手可能となっている。中でも、スティーヴン・ハフの独奏、ローレンス・フォスター指揮、バーミンガム市交響楽団の演奏による『ピアノ協奏曲第4番』の録音は、イギリスの音楽雑誌「グラモフォン Gramophone」誌の1996年の最優秀録音（レコード・オブ・ザ・イヤー）となった。『交響曲 ハ短調』（作品60）のCD初録音は2004年になされている。

## 主要作品

### 協奏曲
- ピアノ協奏曲第1番 変ロ短調 作品32（1876年）
- ピアノ協奏曲第2番 ハ短調 作品56（1881年）
- ピアノ協奏曲第3番 嬰ハ短調 作品80（1889年）
- ピアノ協奏曲第4番 ヘ短調 作品82（1908年）

### 管弦楽曲
- 序曲 ト長調 ScharWV 123（1869年）
- アンダンテ・レリジオーソ 作品46a, ScharWV 120（1881年）
チェロソナタからの作曲者自身による改作。
- 交響曲 ハ短調 作品60, ScharWV 121（1885年）

### オペラ
- マタスウィンタ Mataswintha ScharWV 150（全3幕、1896年）
原作：フェリックス・ダーン（英語版）、リブレット：エルンスト・コッペル。

### 室内楽曲
- ピアノ三重奏曲第1番 嬰ヘ短調 作品1（1868年）
- ヴァイオリンソナタ ニ短調 作品2（1868年）
- ピアノ四重奏曲 ヘ長調 作品37（1876-77年?）
- チェロソナタ ホ短調 作品46（1877年）
- ピアノ三重奏曲第2番 イ短調 作品45（1878年）
- ヴァイオリンとピアノのためのセレナーデ 作品70（1895年）

### ピアノ曲
- 5つのポーランド舞曲 作品3
- スケルツォ ト長調 作品4
- ピアノでのお話 作品5
- ピアノソナタ第1番 嬰ハ短調 作品6（1872年）
- ポロネーズ 嬰ハ短調 作品12
- 舟歌 ホ短調 作品14
- 即興曲 ニ長調 作品17
- 2つのピアノ曲 作品22
  - ノヴェレッテ
  - メロディ
- ヴァルス＝カプリス イ長調 作品31
- ピアノソナタ第2番 変ホ長調 作品36（1878年）
- 舞踏組曲 作品41
- ポロネーズ ヘ短調 作品42
- 4つのポーランド舞曲 作品47
- 主題と変奏 ニ短調 作品48
- 4つのポーランド舞曲 作品58
  - モデラート
  - レント
  - アレグロ・ノン・タント
  - モデラート
- エグランタイン・ワルツ 作品84
- 3つのピアノ曲 作品86
  - 夜想曲
  - セレナーデ
  - メルヘン